# Hopprachtmot
De hopprachtmot (Cosmopterix zieglerella) is een vlinder uit de familie prachtmotten (Cosmopterigidae). De wetenschappelijke naam is voor het eerst geldig gepubliceerd in 1810 door Hübner.
De soort komt voor in Europa.